# لاوراس دو سول
لاوراس دو سول (به پرتغالی: Lavras do Sul) یک منطقهٔ مسکونی در برزیل است که در ریو گرانده جنوبی واقع شده‌است. لاوراس دو سول ۲٬۶۰۰٫۶۰ کیلومتر مربع مساحت و ۷٬۴۴۴ نفر جمعیت دارد.